# Mangal
Lo Stato di Mangal fu uno stato principesco del subcontinente indiano.

## Storia
Lo stato venne fondato nel XV secolo. Dal 1803 al 1815 venne sottoposto all'occupazione del vicino regno del Nepal. Il 20 dicembre 1815 entrò ufficialmente a far parte del British Raj accettando il protettorato britannico che ne restaurò l'autonomia pur in seno allo stato coloniale inglese. La sua esistenza come entità separata cessò il 15 aprile 1948 quando entrò a far parte dell'Unione Indiana.

## Regnanti
I regnanti dello stato avevano il titolo di rana.

### Rana
- ?-?  Raghunath Singh (1240-)
- ?-?  Pratap Singh
- ?-?  Kripal Chand
- ?-?  Sartam Chand
- ?-?  Man Chand
- ?-?  Gulab Chand
- ?-?  Tara Chand
- ?-?  Sansar Chand
- ?-?  Jai Singh
- ?-?  Chittar Singh
- ?-?  Inder Singh
- ?-?  Veer Singh
- ?-?  Amar Singh
- ?-?  Karam Singh
- ?-?  Bahadur Singh
- 1803 - 1815  occupazione da parte del Nepal
- 1815 - 1844          Prithvi Singh        (m. 1844)
- 1844                 Jodha Singh          (m. 1844)
- 9 novembre 1844 - 1892    Ajit Singh            (n. 1830 - m. 1892)
- 1892 - 1920          Trilok Singh          (n. 1859 - m. 1920)
- 1920 - 15 agosto 1947   Shiv Singh        (n. 1888 - m. 1953)
- 1953 - 1973 Ranbir Singh (m. 1973)
- 1973 - Surinder Singh (n. 11 ottobre 1957)